# Servais Joseph Detilleux

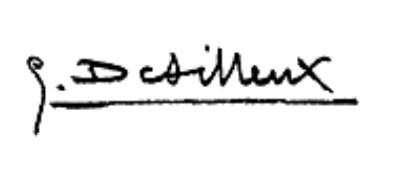
Signatur Servais Joseph Detilleux

Servais Joseph Detilleux (* 10. September 1874 in Stembert, Königreich Belgien; † 1940) war ein belgischer Genre- und Porträtmaler sowie Bildhauer.

## Leben
Detilleux malte Landschaften, Stadtansichten, historische Kompositionen, Figuren und Porträts. Als Bildhauer schuf er Porträts, Figuren und allegorische Kompositionen. 1888 studierte er an der Académie royale des Sciences, des Lettres et des Beaux-Arts de Belgique (deutsch Königliche Akademie der Wissenschaften und Schönen Künste von Belgien) in Lüttich, später an der Académie royale des Beaux-Arts de Bruxelles (Königliche Akademie der Schönen Künste) in Brüssel.

## Werke (Auswahl)
- Porträt Leopold II. von Belgien, heute ausgestellt im Senat Belgiens[3]
- Portrait du violoncelliste Ferdinand Pollain, ausgestellt auf dem Salon des artistes français der Société des Artistes Français in Paris, 1924.[4]
- Portrait de Guillaume Lekeu, 1896. Heute ausgestellt im Musée de l'Art wallon, Lüttich.[5]
- Jeune femme au lys rose[6]
- L'heure mystérieuse[7]
- Le statuaire G. Devreese[7]
- Bloemen – Fleurs[8]
- La femme en rouge, 2016 ausgestellt in den japanischen Museen von Osaka, Iwaki, Sasebo, Yokosuka, Hamamatsu.[9]
- Landschap met boerderijen[1]

## Ausstellungen (Auswahl)
- Salon Triennal des Beaux-Arts, Brüssel 1903[7]
- Brüssel International, 1910[3]
- Salon des artistes français der Société des Artistes Français, Paris 1924.[4]